# چندتکمیزه‌ایان باثموچوفاتیا
چندتکمیزه‌ایان باثموچوفاتیا(نام علمی: Bathmochoffatia) نام یک سرده از تیره چندتکمیزه‌ایان پولچوفاتیدا است.